# ダン・アダムズ
ダン・アダムズ（Daniel Leslie "Doug" Adams, 1887年6月19日 - 1964年10月6日）は、MLBの投手。アメリカ合衆国ミズーリ州セントルイス出身。右投げ右打ち。愛称は"Rube"。
米国で1913年から1915年まで活動したフェデラル・リーグでのプレイ経験を有する、数少ない野球選手の1人である。

## 経歴

### プロ入り後
1911年
セントラル・アソシエーションの二球団で、合計36試合に登板。9勝を挙げるが、20敗を喫した。
1912年
前年同様セントラル・アソシエーションでプレイし、34試合で16勝を記録。一方、打撃でも11二塁打・8本塁打と長打を量産した。
1913年
この年もセントラル・アソシエーションで13試合に登板。成績は6勝3敗だった。
1914年
5月22日に、カンザスシティ・パッカーズのメンバーとしてブルックリン・ティップトップス戦で先発登板し、メジャーデビュー。この試合では9回を2失点（1自責点）に抑え、完投勝利を達成。自身初登板で初白星を記録した。シーズンでは先発・リリーフの双方をこなし、36試合・136.0回・防御率3.51と一定の数字を残した。
1915年
パッカーズで主にリリーフとして11試合に登板した。最初の5回の登板で15失点を喫するなど打ち込まれたことが響き、8月後半以降は調子を取り戻すものの、シーズン全体では0勝2敗・防御率4.63と低調な数字に終わった。
1916年
マイナーリーグのイリノイ-インディアナ-アイオワ・リーグで、野手として37試合に出場した。しかし、78打数7安打・打率.090と結果を残せず、この年限りで現役を引退した。

### 現役引退後
1964年
10月6日、生まれ故郷のセントルイスで死去した。享年77歳。

## 詳細情報

### 年度別投手成績
| 年 度    | 球 団    | 登 板 | 先 発 | 完 投 | 完 封 | 無 四 球 | 勝 利 | 敗 戦 | セ 丨 ブ | ホ 丨 ル ド | 勝 率 | 打 者 | 投 球 回 | 被 安 打 | 被 本 塁 打 | 与 四 球 | 敬 遠 | 与 死 球 | 奪 三 振 | 暴 投 | ボ 丨 ク | 失 点 | 自 責 点 | 防 御 率 | W H I P |
| -------- | -------- | ----- | ----- | ----- | ----- | -------- | ----- | ----- | -------- | ----------- | ----- | ----- | -------- | -------- | ----------- | -------- | ----- | -------- | -------- | ----- | -------- | ----- | -------- | -------- | ------- |
| 1914     | KCP      | 36    | 14    | 6     | 0     | 0        | 4     | 9     | 3        | --          | .308  | 576   | 136.0    | 141      | 3           | 52       | --    | 7        | 38       | 5     | 0        | 67    | 53       | 3.51     | 1.42    |
| 1915     | KCP      | 11    | 2     | 0     | 0     | 0        | 0     | 2     | 0        | --          | .000  | 150   | 35.0     | 41       | 2           | 13       | --    | 1        | 16       | 3     | 0        | 20    | 18       | 4.63     | 1.54    |
| MLB：2年 | MLB：2年 | 47    | 16    | 6     | 0     | 0        | 4     | 11    | 3        | --          | .267  | 726   | 171.0    | 182      | 5           | 65       | --    | 8        | 54       | 8     | 0        | 87    | 71       | 3.74     | 1.44    |

- 「-」は記録なし